# NGC 6479
NGC 6479 é uma galáxia espiral (Sc) localizada na direcção da constelação de Draco. Possui uma declinação de +54° 08' 59" e uma ascensão recta de 17 horas, 48 minutos e 21,7 segundos.
A galáxia NGC 6479 foi descoberta em 20 de Abril de 1884 por Lewis A. Swift.